# Bladen
Bladen és una població dels Estats Units a l'estat de Nebraska. Segons el cens del 2000 tenia 291 habitants.

## Demografia
Segons el cens del 2000, Bladen tenia 291 habitants, 112 habitatges, i 77 famílies. La densitat de població era de 312,1 habitants per km².
Dels 112 habitatges en un 33,9% hi vivien nens de menys de 18 anys, en un 62,5% hi vivien parelles casades, en un 4,5% dones solteres, i en un 31,3% no eren unitats familiars. En el 29,5% dels habitatges hi vivien persones soles el 13,4% de les quals corresponia a persones de 65 anys o més que vivien soles. El nombre mitjà de persones vivint en cada habitatge era de 2,6 i el nombre mitjà de persones que vivien en cada família era de 3,27.
Per edats la població es repartia de la següent manera: un 29,9% tenia menys de 18 anys, un 5,8% entre 18 i 24, un 26,5% entre 25 i 44, un 23,4% de 45 a 60 i un 14,4% 65 anys o més.
L'edat mediana era de 36 anys. Per cada 100 dones de 18 o més anys hi havia 106,1 homes.
La renda mediana per habitatge era de 31.250 $ i la renda mediana per família de 34.375 $. Els homes tenien una renda mediana de 25.909 $ mentre que les dones 16.071 $. La renda per capita de la població era de 12.052 $. Aproximadament el 4,2% de les famílies i el 6,1% de la població estaven per davall del llindar de pobresa.

## Poblacions més properes
El següent diagrama mostra les poblacions més properes.